# Julian Pomeriusz
Julian Pomeriusz (V/VI wiek) – chrześcijański pisarz, teoretyk życia duchowego. Pochodził z Afryki Północnej, skąd uciekł przed Wandalami do południowej Galii. Nauczał retoryki w Arles, potem sprawował funkcję kapłana. Około roku 497-498 uczył Cezarego z Arles.

## Pisma
Swoje dzieła napisał na początku VI wieku. W całości zachował się jedynie traktat ascetyczny pod tytułem O życiu kontemplacyjnym (De vita contemplativa). Dzieło odegrało dużą rolę w kształtowaniu się średniowiecznej nauki ascetycznej. Inne dzieła Juliana Pomeriusza – O naturze duszy i O obrzędzie ustanowienia dziewic – zachowały się we fragmentach.